# Collegio di Wolverhampton North East
Wolverhampton North East è un collegio elettorale situato nelle Midlands Occidentali, e rappresentato alla Camera dei comuni del Parlamento del Regno Unito. Elegge un membro del parlamento con il sistema first-past-the-post, ossia maggioritario a turno unico; l'attuale parlamentare è Sureena Brackenridge del Partito Laburista, che rappresenta il collegio dal 2024.

## Estensione

Wolverhampton North East dal 2010 al 2024

Wolverhampton North East è uno dei tre collegi che coprono la città di Wolverhampton, in particolare ne comprende le parti nord-orientali. I confini corrono verso est dal centro cittadino verso Willenhall e verso nord-ovest verso Tettenhall.
- 1950–1955: i ward del County Borough di Wolverhampton di Bushbury, Dunstall, Heath Town, Low Hill, Park, St James', St Mary's e St Peter's.
- 1955–1974: i ward del County Borough di Wolverhampton di Bushbury, Dunstall, Heath Town, Low Hill, St James', St Mary's e St Peter's.
- 1974–1983: i ward del County Borough di Wolverhampton di Bushbury, Eastfield, Low Hill, Oxley, Wednesfield Heath, Wednesfield North e Wednesfield South.
- 1983–2010: i ward del Metropolitan Borough di Wolverhampton di Bushbury, Fallings Park, Heath Town, Low Hill, Oxley, Wednesfield North e Wednesfield South.
- 2010–2024: i ward della Città di Wolverhampton di Bushbury North, Bushbury South and Low Hill, Fallings Park, Heath Town, Oxley, Wednesfield North e Wednesfield South.
- dal 2024: i ward della Città di Wolverhampton di Bushbury North; Bushbury South and Low Hill; Fallings Park; Heath Town; Wednesfield North e Wednesfield South ed i ward del borgo metropolitano di Walsall di Short Heath e Willenhall North.[1]

## Membri del parlamento
| Elezione | Elezione    | Deputato             | Partito         |
| -------- | ----------- | -------------------- | --------------- |
|          | 1950        | John Baird           | Laburista       |
| 1964     | Renée Short | Laburista            |                 |
|          | 1987        | Maureen Hicks        | Conservatore    |
|          | 1992        | Ken Purchase         | Laburista Co-Op |
|          | 2010        | Emma Reynolds        | Laburista       |
|          | 2019        | Jane Stevenson       | Conservatore    |
|          | 2024        | Sureena Brackenridge | Laburista       |

## Elezioni

### Elezioni negli anni 2020
| Partito                    | Partito                                           | Candidato                  | Risultati 4 luglio 2024 | Risultati 4 luglio 2024 |
| Partito                    | Partito                                           | Candidato                  | Voti                    | %                       |
| -------------------------- | ------------------------------------------------- | -------------------------- | ----------------------- | ----------------------- |
|                            | Laburista                                         | Sureena Brackenridge       | 14 282                  | 42,90                   |
|                            | Conservatore                                      | Jane Stevenson             | 8 860                   | 26,62                   |
|                            | Reform UK                                         | Paul Williams              | 7 721                   | 23,19                   |
|                            | Verdi                                             | Kwaku Tano-Yeboah          | 1 424                   | 4,28                    |
|                            | Lib Dem                                           | Peter Thornton             | 1 002                   | 3,01                    |
|                            |                                                   |                            |                         |                         |
| Iscritti                   | Iscritti                                          | Iscritti                   | 70 715                  | 100,00                  |
| ↳ Votanti (% su iscritti)  | ↳ Votanti (% su iscritti)                         | ↳ Votanti (% su iscritti)  | 33 289                  | 47,07                   |
| ↳ Astenuti (% su iscritti) | ↳ Astenuti (% su iscritti)                        | ↳ Astenuti (% su iscritti) | 37 426                  | 52,93                   |
|                            |                                                   |                            |                         |                         |
|                            | Esito: collegio passa da Conservatore a Laburista |                            |                         |                         |

### Elezioni negli anni 2010
| Partito                    | Partito                                           | Candidato                  | Risultati 12 dicembre 2019 | Risultati 12 dicembre 2019 |
| Partito                    | Partito                                           | Candidato                  | Voti                       | %                          |
| -------------------------- | ------------------------------------------------- | -------------------------- | -------------------------- | -------------------------- |
|                            | Conservatore                                      | Jane Stevenson             | 17 722                     | 51,70                      |
|                            | Laburista                                         | Emma Reynolds              | 13 642                     | 39,79                      |
|                            | Brexit                                            | Vishal Khatri              | 1 354                      | 3,95                       |
|                            | Lib Dem                                           | Richard Maxwell            | 960                        | 2,80                       |
|                            | Verdi                                             | Andrea Cantrill            | 603                        | 1,76                       |
|                            |                                                   |                            |                            |                            |
| Iscritti                   | Iscritti                                          | Iscritti                   | 61 829                     | 100,00                     |
| ↳ Votanti (% su iscritti)  | ↳ Votanti (% su iscritti)                         | ↳ Votanti (% su iscritti)  | 34 281                     | 55,44                      |
| ↳ Astenuti (% su iscritti) | ↳ Astenuti (% su iscritti)                        | ↳ Astenuti (% su iscritti) | 27 548                     | 44,56                      |
|                            |                                                   |                            |                            |                            |
|                            | Esito: collegio passa da Laburista a Conservatore |                            |                            |                            |

| Partito                    | Partito                                | Candidato                  | Risultati 8 giugno 2017 | Risultati 8 giugno 2017 |
| Partito                    | Partito                                | Candidato                  | Voti                    | %                       |
| -------------------------- | -------------------------------------- | -------------------------- | ----------------------- | ----------------------- |
|                            | Laburista                              | Emma Reynolds              | 19 282                  | 52,82                   |
|                            | Conservatore                           | Sarah Macken               | 14 695                  | 40,25                   |
|                            | UKIP                                   | Graham Eardley             | 1 479                   | 4,05                    |
|                            | Lib Dem                                | Ian Jenkins                | 570                     | 1,56                    |
|                            | Verdi                                  | Clive Wood                 | 482                     | 1,32                    |
|                            |                                        |                            |                         |                         |
| Iscritti                   | Iscritti                               | Iscritti                   | 60 846                  | 100,00                  |
| ↳ Votanti (% su iscritti)  | ↳ Votanti (% su iscritti)              | ↳ Votanti (% su iscritti)  | 36 508                  | 60,00                   |
| ↳ Astenuti (% su iscritti) | ↳ Astenuti (% su iscritti)             | ↳ Astenuti (% su iscritti) | 24 338                  | 40,00                   |
|                            |                                        |                            |                         |                         |
|                            | Esito: collegio confermato a Laburista |                            |                         |                         |

| Partito                    | Partito                                | Candidato                  | Risultati 7 maggio 2015 | Risultati 7 maggio 2015 |
| Partito                    | Partito                                | Candidato                  | Voti                    | %                       |
| -------------------------- | -------------------------------------- | -------------------------- | ----------------------- | ----------------------- |
|                            | Laburista                              | Emma Reynolds              | 15 669                  | 46,08                   |
|                            | Conservatore                           | Darren Henry               | 10 174                  | 29,92                   |
|                            | UKIP                                   | Star Etheridge             | 6 524                   | 19,19                   |
|                            | Lib Dem                                | Ian Jenkins                | 935                     | 2,75                    |
|                            | Verdi                                  | Becky Cooper               | 701                     | 2,06                    |
|                            |                                        |                            |                         |                         |
| Iscritti                   | Iscritti                               | Iscritti                   | 61 046                  | 100,00                  |
| ↳ Votanti (% su iscritti)  | ↳ Votanti (% su iscritti)              | ↳ Votanti (% su iscritti)  | 34 003                  | 55,70                   |
| ↳ Astenuti (% su iscritti) | ↳ Astenuti (% su iscritti)             | ↳ Astenuti (% su iscritti) | 27 043                  | 44,30                   |
|                            |                                        |                            |                         |                         |
|                            | Esito: collegio confermato a Laburista |                            |                         |                         |

| Partito                    | Partito                                | Candidato                  | Risultati 6 maggio 2010 | Risultati 6 maggio 2010 |
| Partito                    | Partito                                | Candidato                  | Voti                    | %                       |
| -------------------------- | -------------------------------------- | -------------------------- | ----------------------- | ----------------------- |
|                            | Laburista                              | Emma Reynolds              | 14 448                  | 41,41                   |
|                            | Conservatore                           | Julie A. Rook              | 11 964                  | 34,29                   |
|                            | Lib Dem                                | Colin A. Ross              | 4 711                   | 13,50                   |
|                            | BNP                                    | Simon G. Patten            | 2 296                   | 6,58                    |
|                            | UKIP                                   | Paul Valdmanis             | 1 138                   | 3,26                    |
|                            | Laburista Socialista                   | Shangara Singh Bhatoe      | 337                     | 0,97                    |
|                            |                                        |                            |                         |                         |
| Iscritti                   | Iscritti                               | Iscritti                   | 69 343                  | 100,00                  |
| ↳ Votanti (% su iscritti)  | ↳ Votanti (% su iscritti)              | ↳ Votanti (% su iscritti)  | 34 894                  | 50,32                   |
| ↳ Astenuti (% su iscritti) | ↳ Astenuti (% su iscritti)             | ↳ Astenuti (% su iscritti) | 34 449                  | 49,68                   |
|                            |                                        |                            |                         |                         |
|                            | Esito: collegio confermato a Laburista |                            |                         |                         |

### Elezioni negli anni 2000
| Partito                    | Partito                                      | Candidato                  | Risultati 5 maggio 2005 | Risultati 5 maggio 2005 |
| Partito                    | Partito                                      | Candidato                  | Voti                    | %                       |
| -------------------------- | -------------------------------------------- | -------------------------- | ----------------------- | ----------------------- |
|                            | Laburista Co-Op                              | Ken Purchase               | 17 948                  | 54,46                   |
|                            | Conservatore                                 | Alexandra E.K. Robson      | 9 792                   | 29,71                   |
|                            | Lib Dem                                      | David R. Jack              | 3 845                   | 11,67                   |
|                            | UKIP                                         | Lydia P. Simpson           | 1 371                   | 4,16                    |
|                            |                                              |                            |                         |                         |
| Iscritti                   | Iscritti                                     | Iscritti                   | 60 580                  | 100,00                  |
| ↳ Votanti (% su iscritti)  | ↳ Votanti (% su iscritti)                    | ↳ Votanti (% su iscritti)  | 32 956                  | 54,40                   |
| ↳ Astenuti (% su iscritti) | ↳ Astenuti (% su iscritti)                   | ↳ Astenuti (% su iscritti) | 27 624                  | 45,60                   |
|                            |                                              |                            |                         |                         |
|                            | Esito: collegio confermato a Laburista Co-Op |                            |                         |                         |

| Partito                    | Partito                                      | Candidato                  | Risultati 7 giugno 2001 | Risultati 7 giugno 2001 |
| Partito                    | Partito                                      | Candidato                  | Voti                    | %                       |
| -------------------------- | -------------------------------------------- | -------------------------- | ----------------------- | ----------------------- |
|                            | Laburista Co-Op                              | Ken Purchase               | 18 984                  | 60,28                   |
|                            | Conservatore                                 | Maria Miller               | 9 019                   | 28,64                   |
|                            | Lib Dem                                      | Steven Bourne              | 2 494                   | 7,92                    |
|                            | UKIP                                         | Thomas McCartney           | 997                     | 3,17                    |
|                            |                                              |                            |                         |                         |
| Iscritti                   | Iscritti                                     | Iscritti                   | 59 647                  | 100,00                  |
| ↳ Votanti (% su iscritti)  | ↳ Votanti (% su iscritti)                    | ↳ Votanti (% su iscritti)  | 31 494                  | 52,80                   |
| ↳ Astenuti (% su iscritti) | ↳ Astenuti (% su iscritti)                   | ↳ Astenuti (% su iscritti) | 28 153                  | 47,20                   |
|                            |                                              |                            |                         |                         |
|                            | Esito: collegio confermato a Laburista Co-Op |                            |                         |                         |

## Risultati dei referendum

### Referendum sulla permanenza del Regno Unito nell'Unione europea del 2016
|             | Collegio                 | Lasciare UE % | Rimanere in UE % |
| ----------- | ------------------------ | ------------- | ---------------- |
|             | Wolverhampton North East | 67,7%         | 32,3%            |
| Inghilterra | 53,3%                    | 46,7%         |                  |
| Regno Unito | 51,9%                    | 48,1%         |                  |